# تیفون جبی
تیفون جبی  (انگلیسی: Typhoon Jebi) قوی‌ترین تیفونی است که از سال ۱۹۹۳ کشور ژاپن به خود دیده‌است. تیفون جبی در ۲۸ اوت پدیدار شد و کم‌کم فشرده شد تا در ۳۱ اوت به صورت تیفون قوی به جزایر ماریانای شمالی برخورد کرد. جبی کم‌کم به سمت ژاپن چرخید و در ۴ سپتامبر به مناطق شیکوکو و منطقه کانسای فرود آمد. این تیفون در ژاپن ۱۰ کشته و صدها مجروح بر جای گذاشت. فرودگاه بین‌المللی کانزای یکی از فرودگاه‌های بزرگ ژاپن کاملاً بسته شد.

## تلفات و خسارات

### تایوان
در ۲ و ۳ سپتامبر ۲۰۱۸ توفان جبی امواج سهمگینی را در تایوان ایجاد کرد که شش نفر کشته و یک نفر ناپدید شد.

### ژاپن
در ژاپن این توفان سهمگین‌ترین امواج را در ۲۵ سال گذشته داشته‌است. حداقل ۱۰ نفر کشته و صدها نفر ناپدید شده‌اند. فرودگاه بین‌المللی کانزای، یکی از بزرگترین فرودگاه‌های این کشور به دلیل سیلاب کامل بسته شده‌است. جاده فرودگاه در اثر انفجار یک تانکر بسته شده و حدود ۳۰۰۰ مسافر و کارمند گیر افتادند.